# The Hardest Way To Make an Easy Living
Albums de The Streets
A Grand Don't Come for Free
(2004) Everything Is Borrowed
(2008)
The Hardest Way to Make an Easy Living est le troisième album studio du rapper londonien The Streets alias Mike Skinner, il sort le 10 avril 2006 au Royaume-Uni et le 25 avril 2006 en Amérique du Nord.Il s'agit de l'album le plus court de l'artiste, avec un temps de chanson de seulement 37 minutes et 18 secondes. Les Mitchell Brothers and Ted Mayhem, deux des protégés de Mike Skinner, apparaissent sur l'album.
L'album s'est vendu à 600 000 copies dans le monde.

## L'album

### Liste des pistes
| No  | Titre                                  | Durée |
| --- | -------------------------------------- | ----- |
| 1.  | Prangin' Out                           | 3:49  |
| 2.  | War of the Sexe                        | 3:26  |
| 3.  | The Hardest Way to Make an Easy Living | 3:13  |
| 4.  | All Goes Out the Window                | 3:32  |
| 5.  | Memento Mori                           | 2:36  |
| 6.  | Can't Con an Honest John               | 3:40  |
| 7.  | When You Wasn't Famous                 | 3:18  |
| 8.  | Never Went to Church*                  | 3:32  |
| 9.  | Hotel Expressionism                    | 3:33  |
| 10. | Two Nations                            | 3:05  |
| 11. | Fake Streets Hats                      | 3:12  |

- *Never Went to Church contient un sample de la fameuse chanson Let It Be des Beatles

### Les singles
L'album contient trois singles
- When You Wasn't Famous, le 30 mars 2006
- Never Went to Church, le 5 juin 2006
- Prangin' Out, le 25 septembre 2006.

### L'artwork
La pochette de l'album représente le rappeur adossé sur une vieille voiture de collection le long d'une route.

## Du côté des critiques
La critique est plutôt positive envers l'album et accorde un 72/100 on Metacritic. Il s'agit cependant de son score le plus faible face aux deux précédents albums, qui avait atteint respectivement 90 et 91/100 pour Original Pirate Material et  A Grand Don't Comes For Free.

## Certifications
| Pays              | Certification | Unités certifiées |
| ----------------- | ------------- | ----------------- |
| Irlande (BPI)     | Or            | 7 500             |
| Royaume-Uni (BPI) | Or            | 100 000           |